# چوب صنعتی
چوب صنعتی یا چوب کامپوزیت شامل طیف وسیعی از محصولات مشتق شده از چوب است که توسط چسباندن رشته، ذرات، الیاف، یا روکش یا تخته چوب همراه با چسب یا دیگر روش‌های چسباندن به شکل مواد کامپوزیت ساخته می‌شوند. این محصولات با مشخصات دقیق طبق استانداردهای ملی و بین‌المللی ساخته می‌شوند. محصولات چوب صنعتی در انواع برنامه‌های کاربردی از ساخت و ساز خانه برای ساختمان‌های تجاری و صنعتی استفاده می‌شوند. به‌طور معمول، محصولات چوب صنعتی از سخت چوب یا نرم چوب ساخته می‌شوند. تراشه‌های ماشین اره کشی و دیگر ضایعات چوب برای ساخت چوب صنعتی استفاده می‌شود.

## انواع

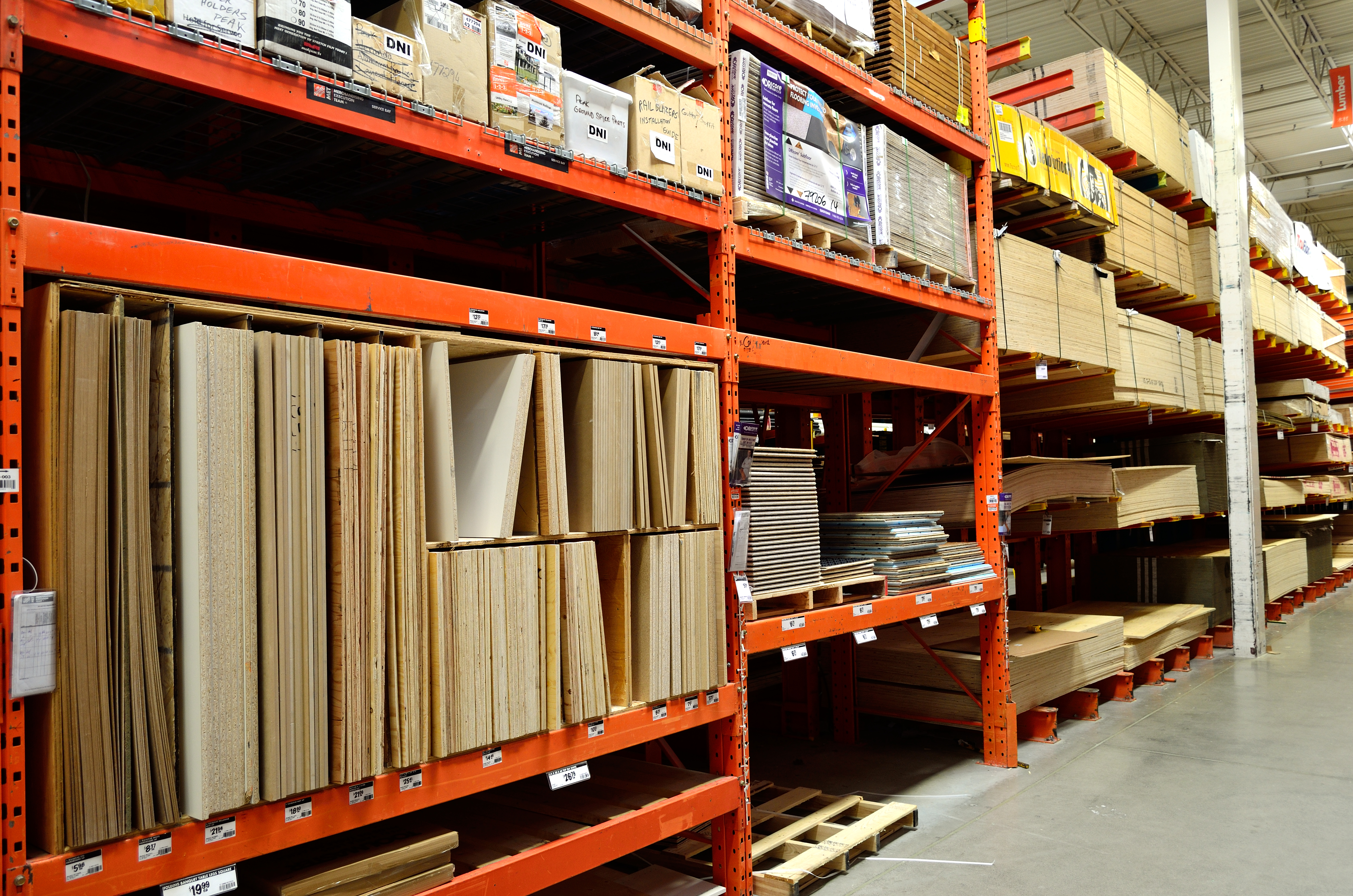
چوب صنعتی در یک فروشگاه لوازم ساختمانی

بعضی از مهم‌ترین انواع چوب صنعتی به این شرح اند:
تخته خرده چوب
اصطلاحاً به آن نئوپان گفته می‌شود و جهت ساخت آن سر شاخه‌های درخت را با چوب ضایعاتی خورد کرده و سپس از دانه بندی با چسب آغشته نموده و بر روی دستگاه پرس مانند لایه‌ای می‌ریزند که پس از انجام عملیات پرس به تخته‌ای صاف و محکم تبدیل می‌شود و پس از دور بری روانه بازار می‌گردد. با این روش مقادیر قابل توجهی از چوب صرفه جویی شده‌است و از نابود شدن نجات یافته‌اند.
تخته فیبر
چنانچه چوب‌های ضایعاتی را به پودر تبدیل کرده و از آن خمیر بسازند (خمیر چوب + خمیر کاغذ باطله) و سپس به آن آهار اضافه کنند (منظور اضافه کردن پارافین جهت افزایش مقاومت آن به رطوبت است). خمیری به دست می‌آید که اگر آن را روی دستگاه پرس ریخته و عملیات پرس انجام شود تخته‌ای خشک، محکم و استخوانی به نام فیبر به دست می‌آید.
تخته چند لایه
تخته لایه عبارت است از چند لایه چوب نازک (روکش) که پس از چسب زنی به‌طور متقاطع روی هم قرار می‌گیرند و از طریق فشار یا حرارت دادن به هم می‌چسبند.
تخته فیبر متراکم
تخته فیبر متراکم یا اچ دی اف نوعی تخته فیبر است که طی فرایند فیبر سازی با بیشتر کردن میزان فیبر، چسب و فشار در حین تولید اوراق سنگین تری با چگالی بالای ۸۰۰ کیلو گرم بر متر مکعب تولید می‌شود.
تخته فیبر با چگالی متوسط
تخته فیبر با چگالی متوسط جزو فراورده‌های چوبی محسوب می‌شود ٫ نوعی تخته فیبر است که به روش خشک تولید می‌گردد. چگالی آن بین ۶۵۰ تا ۸۰۰ کیلوگرم بر متر مکعب است.
چوب‌نما
چوب‌نما یا چوب حرارت‌دیده یک فرایند عمل آوری چوب است که با استفاده از بخار آب و عملیات حرارتی باعث افزایش دوام و طول عمر چوب می‌شود.
کامپوزیت چوب پلاستیک
کامپوزیت چوب پلاستیک به محصولات چوبی گفته می‌شود که از پلاستیک و ذرات چوب کوچک یا الیاف ساخته شده‌است.